# 托雷多星曆表

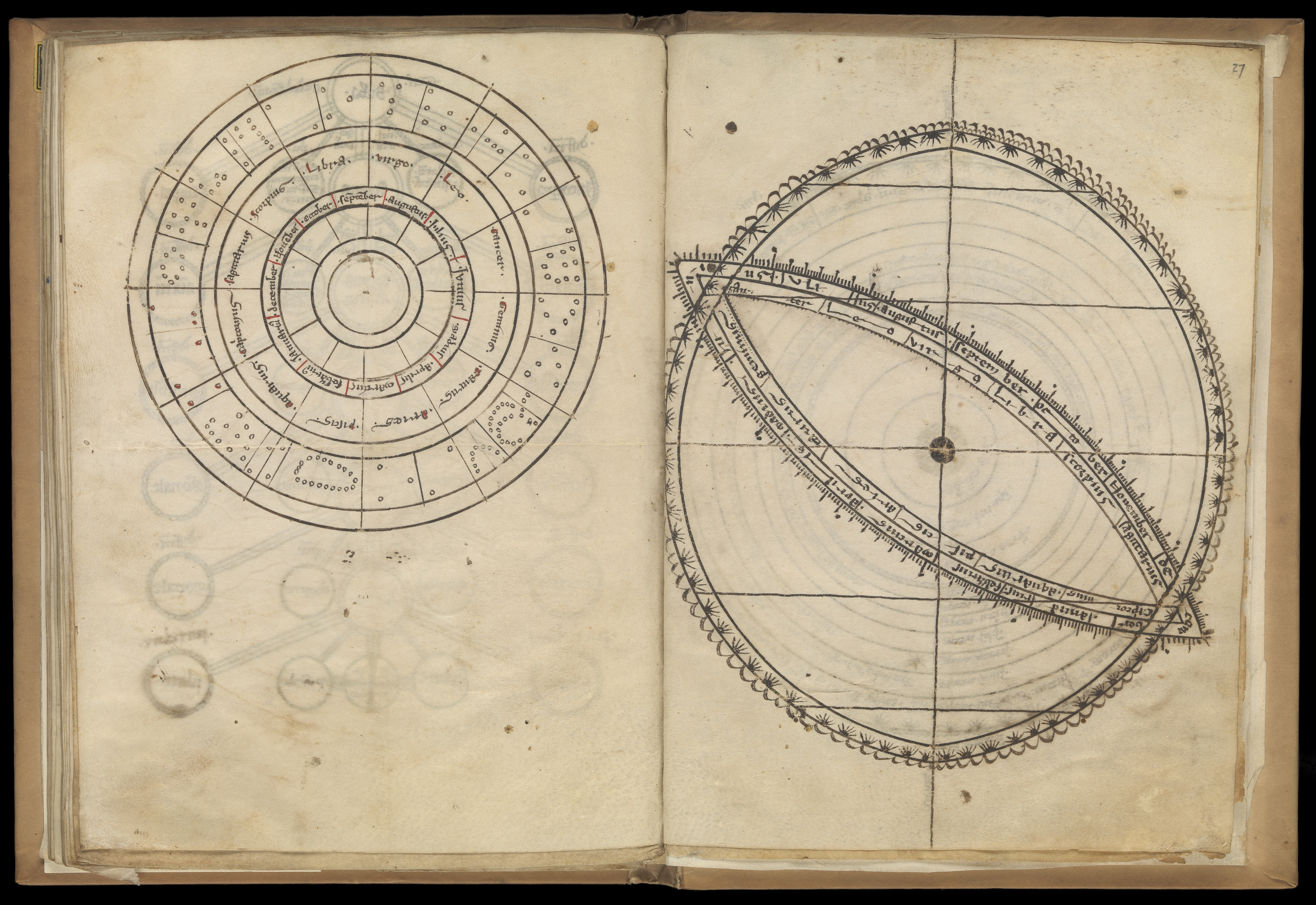
「獨木舟」是克雷莫納的傑拉德對《托雷多星曆表》中圖表的翻譯。

托雷多星曆表（英語：或Tables of Toledo）是用來預測太陽、月球和行星相對於恆星運動的天文表。它們是一組數學表格，描述了宇宙的不同方面，包括行事曆日期、宇宙事件時間和宇宙運動的預測。

## 起源
《托雷多星曆表》是由一群阿拉伯天文學家在西班牙中部的托雷多於1080年左右完成的。它們最初是在其它地方製作的阿拉伯語的表，經過數值調整，改成以托雷多的位置為中心。《托雷多星曆表》部分基於居住在托雷多的阿拉伯數學家、天文學家、天文儀器製造商和占星家札卡里（西方世界稱之為Arzachel）的工作。這些表格是由一個團隊製作的，除了札卡里，該團隊的成員基本上不為人知。
托雷多在10世紀80年代中期，即表完工後不久，就處於基督教西班牙的統治之下。一個世紀後，在托雷多，阿拉伯語到拉丁語的翻譯家克雷莫納的傑拉德（1114-1187）為拉丁語讀者翻譯了《托雷多星曆表》，這是當時歐洲最準確的彙編。這一系列的表格深受早期天文學家和托勒密表以及巴塔尼工作的影響。托雷多星曆表沒有從以前的文字中得出的是它們對天體平均運動的參數。這些參數使用與其它表不同的恆星的座標，例如托勒密的座標是回歸座標。在十三世紀中葉，諾瓦拉的坎帕努斯根據札卡里的托雷多星曆表為諾瓦拉子午線建造了表。
阿拉伯語的《托雷多星曆表》原始版本已經遺失，但仍有100多個拉丁語翻譯版本，用於1330年代在賽普勒斯寫成的希臘語翻譯《托雷多星曆表》，可能是由希臘裔塞浦路斯人學者喬治·拉皮斯所寫。
托雷多星曆表的計算中有相當多的錯誤。托雷多星曆表幾乎完全是其它表的副本的集合。因此，許多錯誤和差異主要被認為是複製的錯誤。

## 歷史用途
托雷多星曆表在1270年代由阿方索星曆表進行了更新，該表由兩個世紀前的原始表在托雷多以西班牙語和拉丁語重製。經過一些修正的托雷多星曆表的後代，是中世紀晚期拉丁天文學中使用最廣泛的天文表。儘管這些表格的編制者假設地球在宇宙的中心是靜止的，但這些表格中的數據被哥白尼成功地用於開發太陽靜止的地動說模型。
托雷多的一個人，托雷多的艾薩克·本·約瑟夫以色列（英語：Isaac ben Joseph Israel）在他的作品中使用了托雷多星曆表。他使用收集的各種托雷多星曆表以及其它來源的集合來提供日食的資訊。他使用了各種托雷多星曆表以及集合其它的來源，提供日食資訊。R.以撒·本·希德（英語：R.Isaac ben-Sid）觀測到了這些日食，而他是已知卡斯提爾的阿方索星曆表的作者之一。因此，人們認為以撒·本-約瑟夫（英語：Isaac ben Joseph）會談論阿方索星曆表，但他沒有提到這些表，而是引用了托雷多星曆表。
一些托雷多星曆表的一個重要特徵是，它們以半度列出了行星位置的參數，使這些表的長度是僅以一度處理的其它表的兩倍。此一論點是專門針對土星、金星和水星發現的。
托雷多星曆表分為以下幾類：
- 時代年表
- 三角和球面天文學
- 太陽、月球和行星的平均運動
- 行星緯度
- 食
- 占星術

在現代天文學中，天體運動表被稱為星曆表。這些擴展了托雷多星曆表的思想，並與現代計算方法一起用於計算任何天體在任何時間點相對於另一個天體的位置。NASA每年都會更新這些數據，以提供現代計算所需的準確性。這通過使用軌道二次曲線的更新解析解來擴展阿方索星曆表，從而更準確地映射其軌道。

## 外部連結
- Kusukawa, Sachiko. . University of Cambridge: Department of History and Philosophy of Science. 1999  [30 Mar 2021]. （原始内容存档于2016-09-08）.